# Kansas Jayhawks (basquetebol masculino)
Kansas Jayhawks é um time de basquete da Universidade do Kansas, Lawrence, no estado de Kansas, jogam na Big 12 Conference, Divisão I da NCAA.

## Historia
O primeiro treinador Dos Jayhawks 'foi o inventor do jogo, James Naismith, que é o único treinador na história da universidade sem um histórico de derrotas. O time de basquete de Kansas produziu muitos jogadores profissionais notáveis, incluindo Clyde Lovellette, Wilt Chamberlain, Jo Jo White, Danny Manning, Raef LaFrentz, Paul Pierce, Nick Collison, Kirk Hinrich, Mario Chalmers, e Andrew Wiggins e treinadores (incluindo Phog Allen, Adolph Rupp, John McLendon, Dean Smith, holandês Lonborg, Larry Brown, Roy Williams e Bill Self). Allen fundou a Associação Nacional de Treinadores de basquetebol e, com Lonborg, foi um dos primeiros defensores do torneio da NCAA.

## Títulos
Campeonato de Basquetebol da NCAA: 4 títulos (1952, 1988, 2008, 2022) 